# Chien de rapport
Retriever

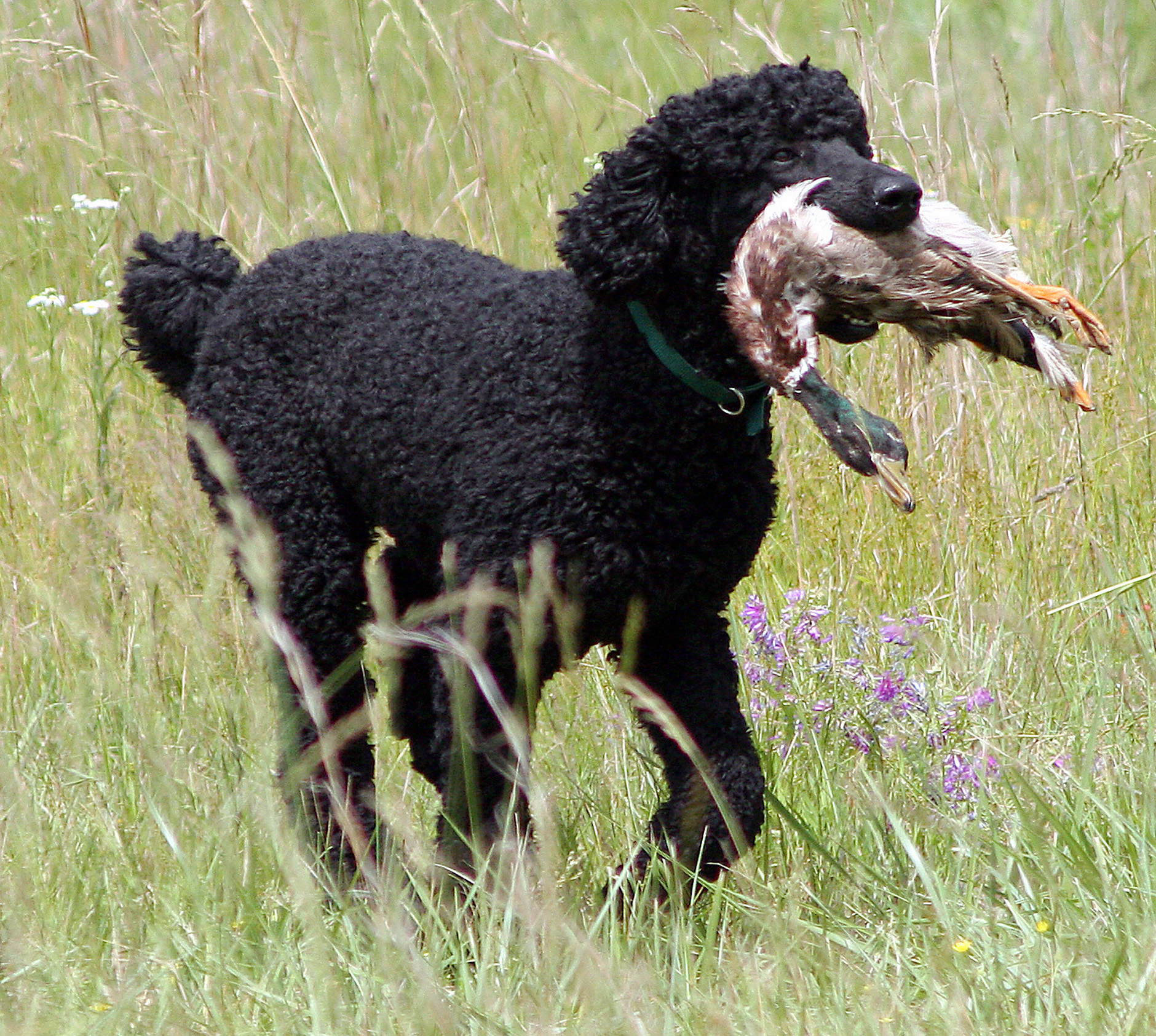
Un caniche rapporte un Canard colvert.

Un chien de rapport ou retriever (signifiant littéralement « rapporteur », pouvant également s’écrire rétrieveur) est un chien de chasse dressé à trouver, poursuivre et rapporter le gibier (chiens courants), ce qui implique de la part de ces chiens une grande obéissance, issue d'un bon dressage.
Les gibiers qu’ils sont amenés à chasser et à débusquer grâce à leur flair sont les faisans ou des oiseaux aquatiques comme les canards. Les retrievers sont d'ailleurs d'excellents nageurs, et ont un pelage très imperméable.
De nombreuses races de chiens sont spécialisées dans le rapport, notamment les races de la section 8.1 de la nomenclature FCI, mais aussi certains épagneuls. Les races les plus connues chez les retrievers sont d'origine britannique : le Golden retriever, ainsi que le Retriever à poil bouclé (Curly-Coated Retriever), qui est la plus ancienne race de retriever, datant du XVIe siècle) et le Flat-Coated Retriever. Il y a aussi le Retriever de la baie de Chesapeake (Chesapeake Bay Retriever, d'origine américaine), le Labrador retriever (d'origine canadienne) et le Retriever de la Nouvelle-Écosse (Nova Scotia Duck Tolling Retriever, d'origine canadienne).

## Galerie

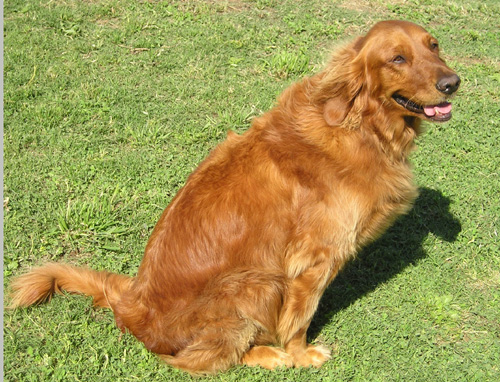
Golden retriever (la fourrure peut varier d'un blond clair à cette couleur dorée).
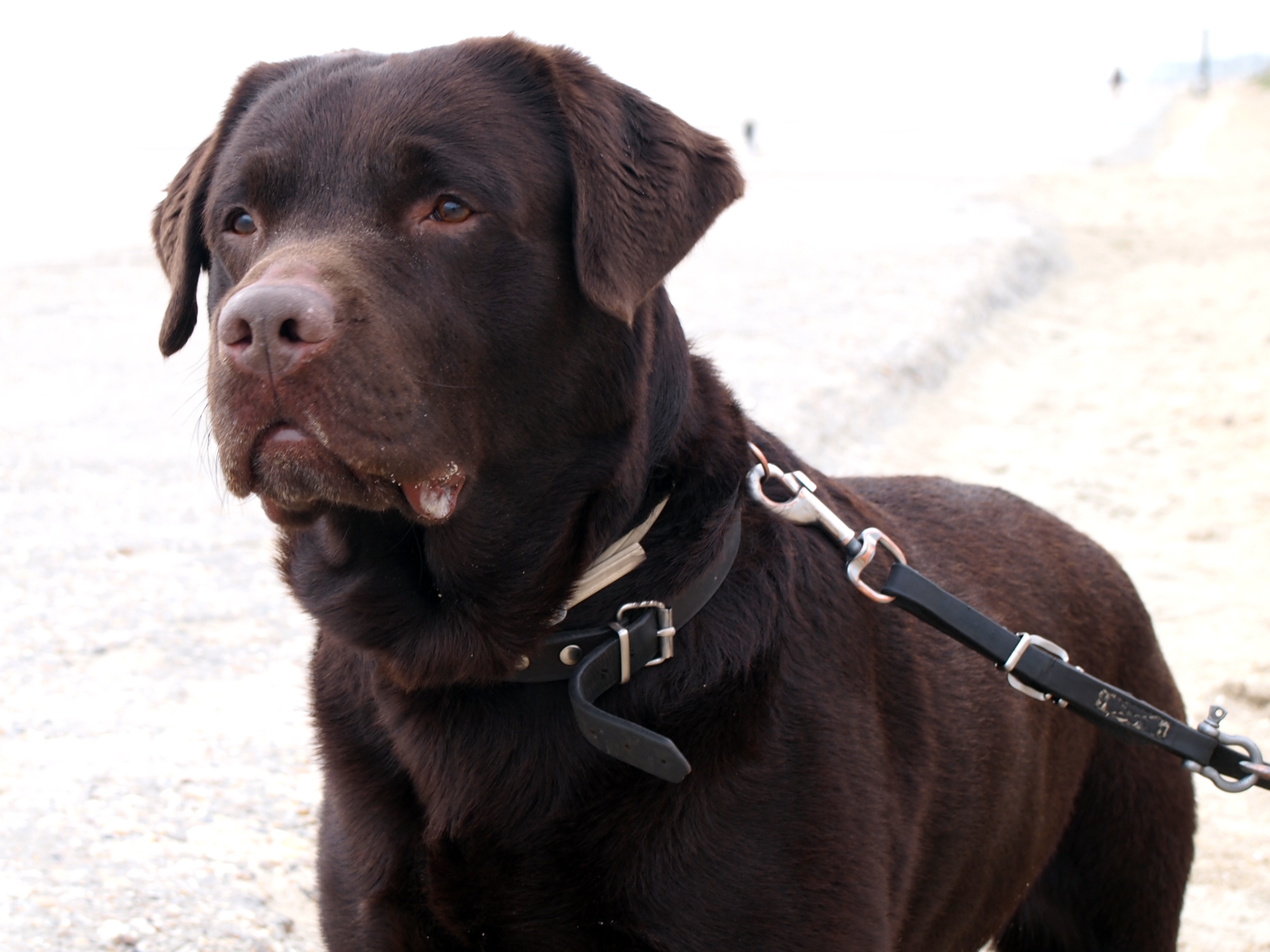
Labrador retriever couleur chocolat.
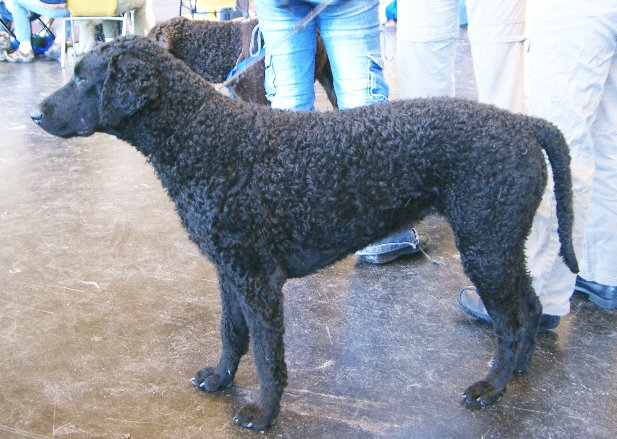
Retriever à poil bouclé
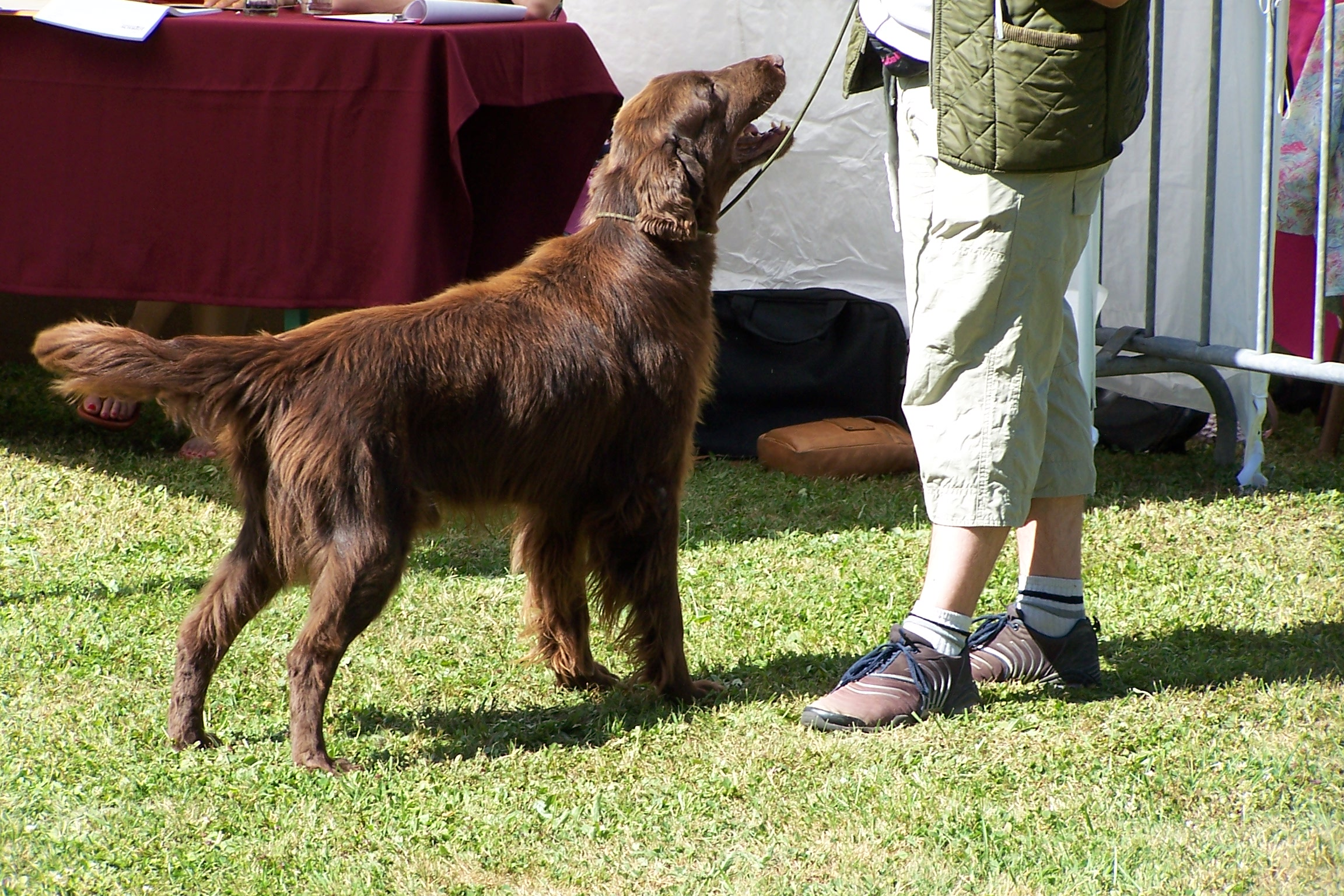
Flat-Coated Retriever
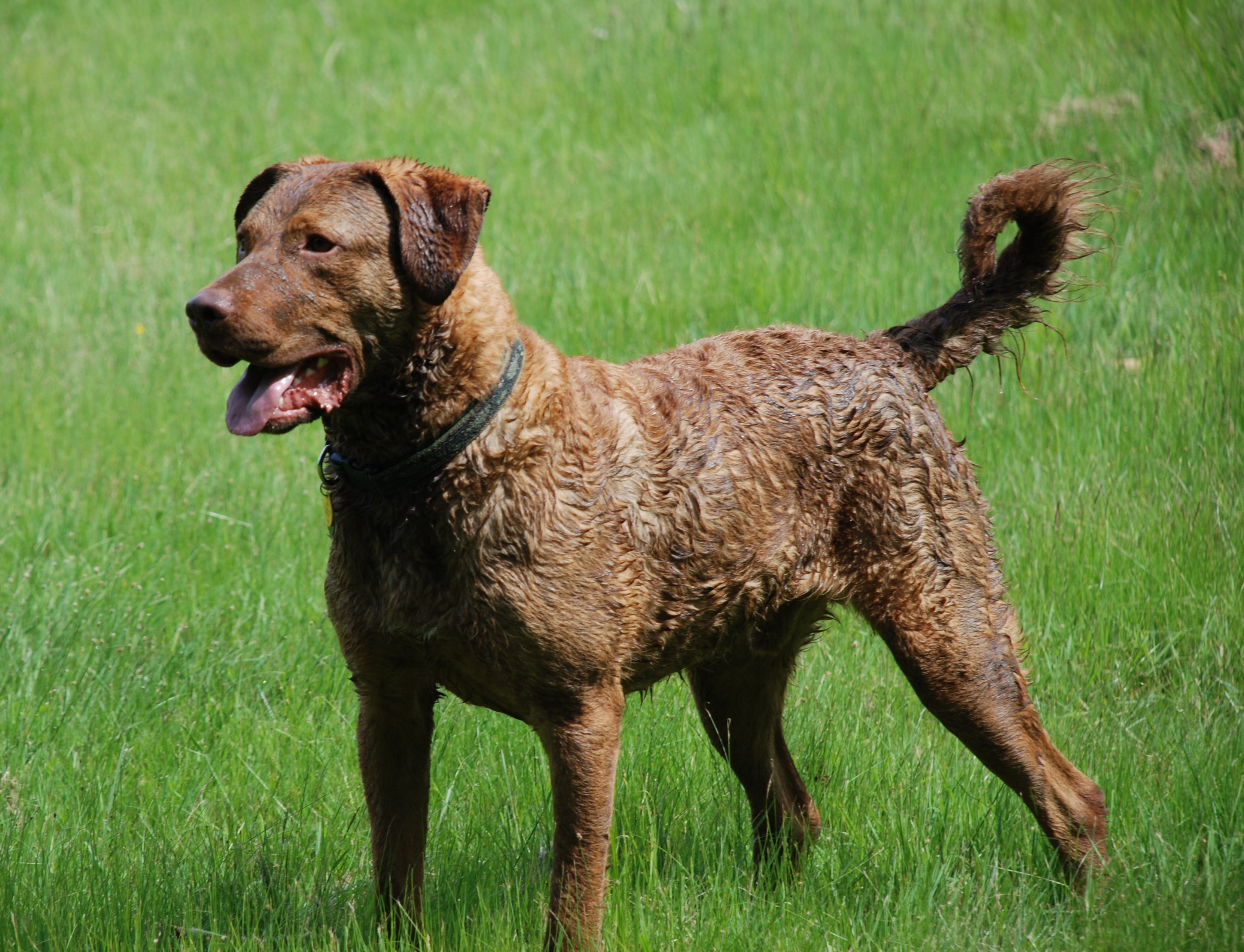
Retriever de la baie de Chesapeake
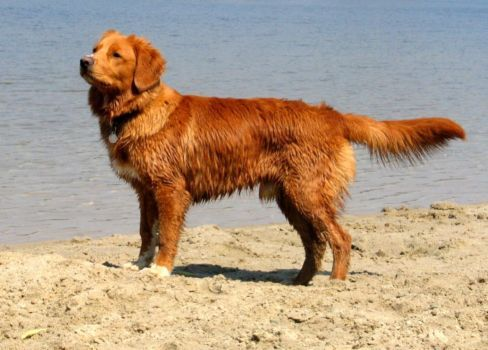
Retriever de la Nouvelle-Écosse
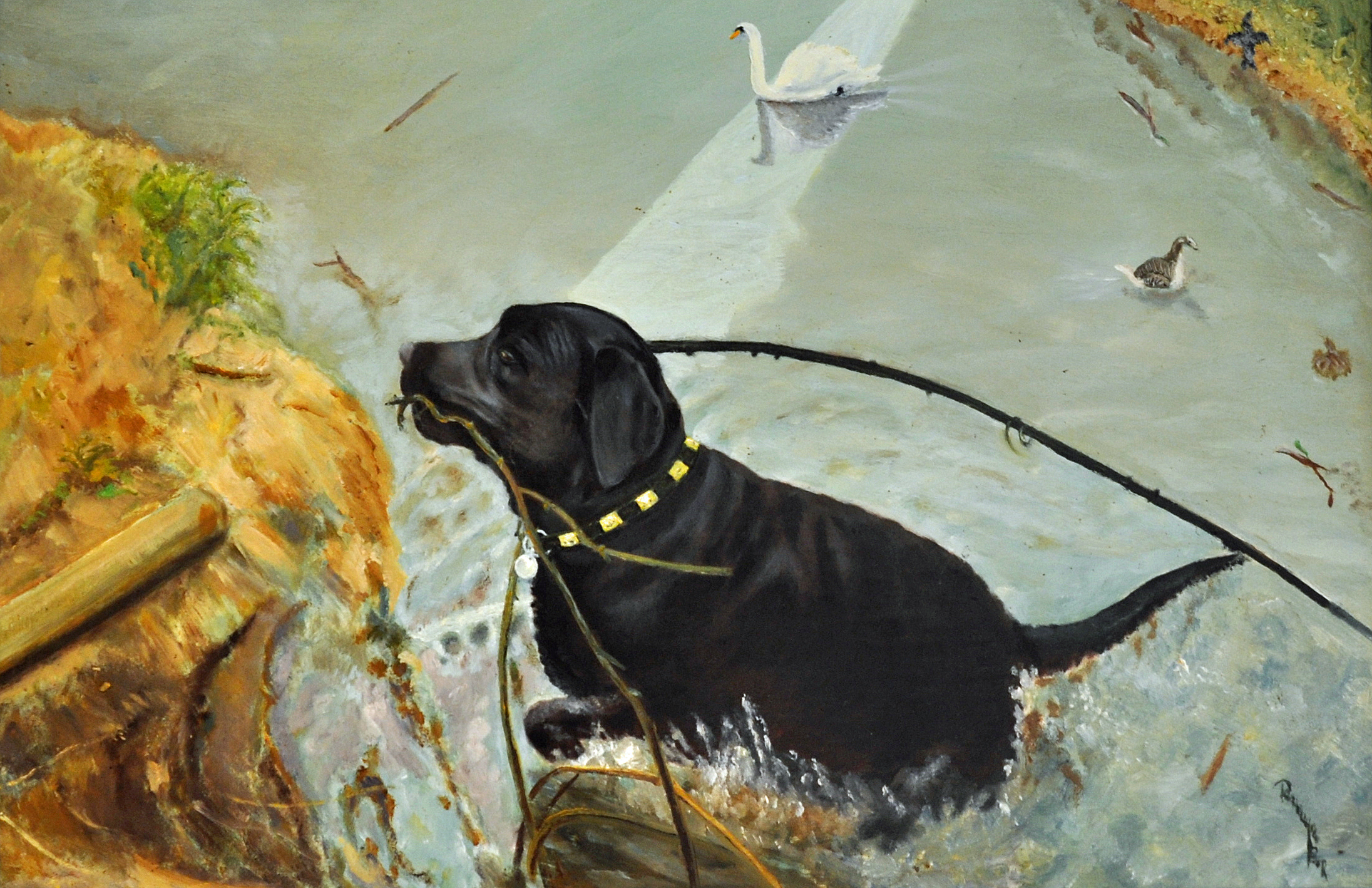
Le labrador retriever au parc de la Sauvagère, huile sur toile, œuvre d'Albert Demuyser (1920-2003)